# Moledo (Caminha)
Moledo é uma povoação portuguesa do Município de Caminha que foi sede da extinta Freguesia de Moledo, freguesia que tinha 7,05 km² de área e 1 322 habitantes (2011), e, por isso, uma densidade populacional de 187,5 hab/km².
A Freguesia de Moledo foi extinta em 2013, no âmbito de uma reforma administrativa nacional, tendo sido agregada à Freguesia de Cristelo, para formar uma nova freguesia denominada União das Freguesias de Moledo e Cristelo da qual é a sede.
Moledo fica a 20,4 km de distância de Viana do Castelo, a 97,4 km do Porto e situa-se perto da fronteira espanhola.
Moledo do Minho é uma pequena aldeia a Norte de Portugal, muito conhecida pela sua praia enquadrada num cenário de sonho. As águas desta praia são ricas em iodo, que é benéfico para alguns problemas de saúde relacionados com a tiroide.
É uma praia muito ventosa, sendo por isso muito frequentada nos meses de Verão, quer por portugueses ou estrangeiros, que aqui se deslocam para praticar windsurf/kitesurf ou, simplesmente, para relaxar.

## População
| Totais e grupos etários | Totais e grupos etários | Totais e grupos etários | Totais e grupos etários | Totais e grupos etários | Totais e grupos etários | Totais e grupos etários | Totais e grupos etários | Totais e grupos etários | Totais e grupos etários | Totais e grupos etários | Totais e grupos etários | Totais e grupos etários | Totais e grupos etários | Totais e grupos etários | Totais e grupos etários |
| ----------------------- | ----------------------- | ----------------------- | ----------------------- | ----------------------- | ----------------------- | ----------------------- | ----------------------- | ----------------------- | ----------------------- | ----------------------- | ----------------------- | ----------------------- | ----------------------- | ----------------------- | ----------------------- |
|                         | 1864                    | 1878                    | 1890                    | 1900                    | 1911                    | 1920                    | 1930                    | 1940                    | 1950                    | 1960                    | 1970                    | 1981                    | 1991                    | 2001                    | 2011                    |
| Geral                   | 694                     | 804                     | 881                     | 979                     | 1 089                   | 893                     | 510                     | 1 032                   | 1 019                   | 922                     | 835                     | 1 182                   | 1 262                   | 1 275                   | 1 322                   |
| i)                      |                         |                         |                         |                         |                         |                         |                         |                         |                         |                         |                         |                         |                         | 173                     | 166                     |
| ii)                     |                         |                         |                         |                         |                         |                         |                         |                         |                         |                         |                         |                         |                         | 198                     | 128                     |
| iii)                    |                         |                         |                         |                         |                         |                         |                         |                         |                         |                         |                         |                         |                         | 681                     | 737                     |
| iv)                     |                         |                         |                         |                         |                         |                         |                         |                         |                         |                         |                         |                         |                         | 223                     | 291                     |

 i) 0 aos 14 anos; ii) 15 aos 24 anos; iii) 25 aos 64 anos; iv) 65 e mais anos	
★ O censo de 1930 apresenta uma série de discrepâncias em várias freguesias do concelho de Caminha relativamente aos valores registados em 1920 e em 1940

## Património

### Arqueológico
- Estação de Ar Livre Santo Izidoro, sítio arqueológico ao ar livre do período Paleolítico[4] onde se fez a recolha de 559 artefactos líticos em depósito no Museu Regional de Arqueologia D. Diogo de Sousa.
- Arte Rupestre, conjunto de cavidades do tipo "moliendas", escavadas num bloco granítico[5].
- Vestígios de Povoado, Idade Média[6].

### Religioso
- Igreja Paroquial de Moledo - Neoclássica (século XIX)
- Capela, Alminhas e Cruzeiro de Nossa Senhora das Preces
- Capela e Cruzeiro de Nossa Senhora ao Pé da Cruz - Barroco/Neoclássico, início do Século XVIII
- Capela de Santo Isidoro - Neoclássica, século XIX
- Cruzeiro de Santo Isidoro
- Alminhas de Santo Isidoro
- Cruzeiro do Ladário
- Cruzeiro e Miradouro do Sino dos Mouros
- Fontanário e Alminhas da Trindade
- Cruzeiro do Senhor dos Necessitados e Alminhas do Cruzeiro
- Cruzeiro do Ingusto (também conhecido por Cruzeiro da Gateira)
- Cruzeiro do Cemitério
- Alminhas da Gateira
- Alminhas do Ingusto
- Capela de Santana (Privada)
- Capela de Santa Tereza de Ávila (Privada) - Barroca, século XVIII
- Capela de Trindade (Privada)

### Ínsua
- Forte e Convento de Nossa Senhora da Ínsua

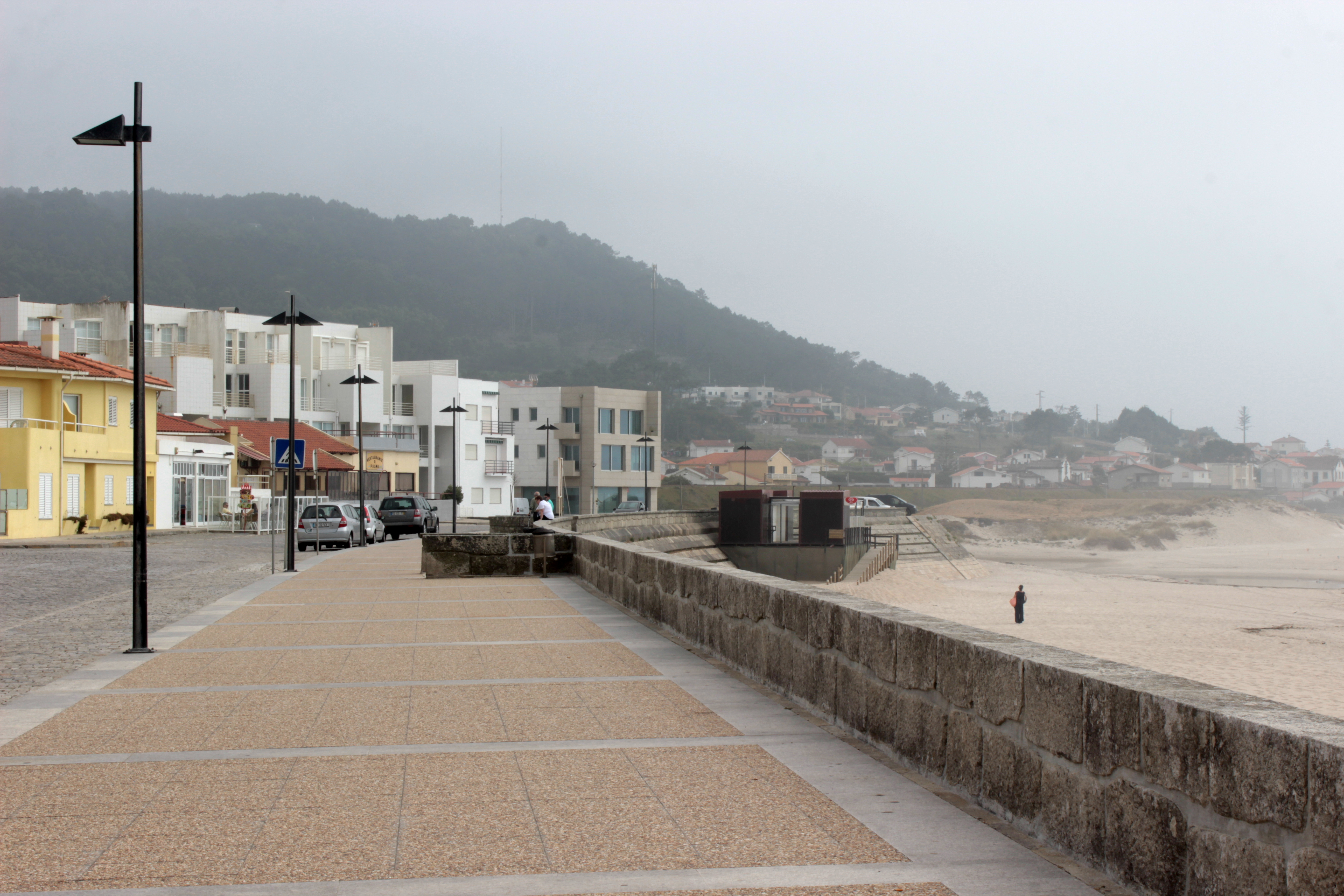

- Farol da Ínsua

## Equipamentos
- Junta de Freguesia União das Freguesias de Moledo e Cristelo
- Centro Social Paroquial de Moledo
- Centro Cultural e Desportivo Moledense
- Centro Social Paroquial de Moledo
- Biblioteca de Praia (Verão)
- Ecovia Litoral Norte - Troço Stº Isidoro - Moledo

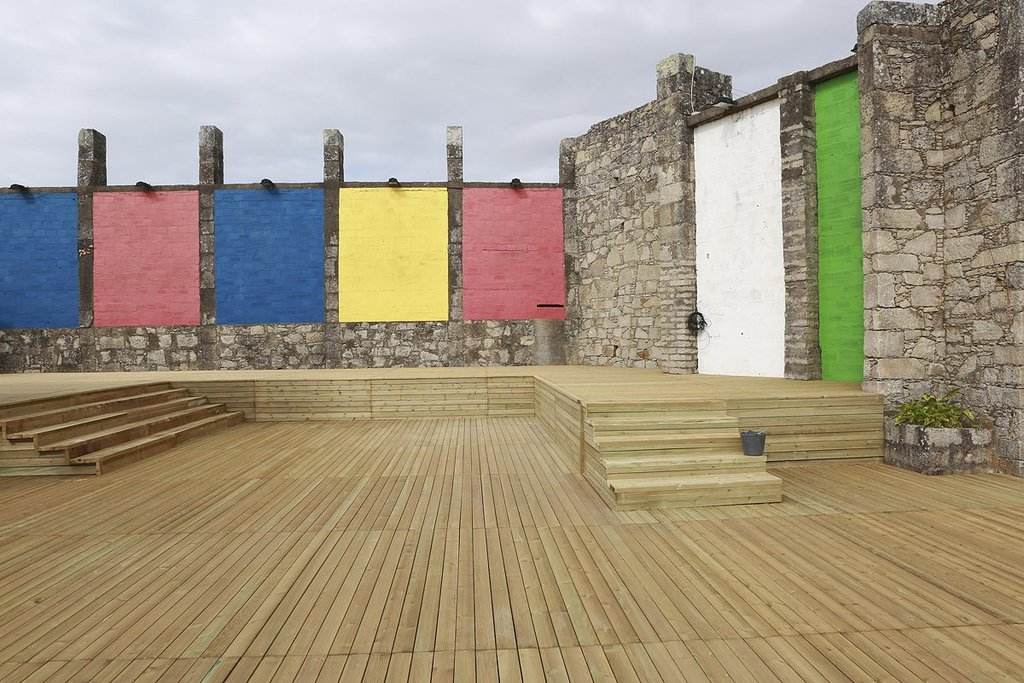
Auditório António Pedro

- Auditório António Pedro

## Colectividades
Associação dos Amigos de Moledo
Associação Columb. De Moledo
Associação Moledense de Instrução e Recreio
Ínsua Clube de Moledo

## Praia de Moledo
Estância balnear muito famosa desde o início do séc. XX, a Praia de Moledo é frequentada por famílias de políticos e colunáveis que a procuram ano após ano, sem se deixarem seduzir por outros areais mais quentes, a sul.
Numa zona de grande beleza natural, rodeada pela Mata do Camarido, esta é uma praia da qual se diz que é "onde o Inverno vai passar o Verão": manhãs de nevoeiro, dias ventosos, temperaturas pouco convidativas e forte ondulação. um pouco ventosa, banhada pelo mar de ondulação forte mas com boas condições para a prática de surf e mesmo de windsurf durante o verão.
Em frente à Praia de Moledo, na pequena ilha rochosa a que se acede por barco, destaca-se o Forte da Ínsua (embora tecnicamente pertença a Cristelo é associado a Moledo), construído no séc. XV para convento, tendo no século XVII e XVIII sido alvo de obras que o transformaram num baluarte de defesa da costa e de formato de uma estrela de seis pontas.

### Veraneantes Célebres

#### Artistas
- António Victorino de Almeida [8]. Compositor, maestro, pianista, escritor e apresentador.
- Sarah Affonso, pintora e Almada Negreiros, artista multidisciplinar .
- Mário Cesariny. Poeta e pintor, considerado o principal representante do surrealismo português. Moledo inspirou pelo menos dois poemas Romance da Praia de Moledo[9], e Na Foz do Rio Minho, ambos do livro de poesia Manual de Prestidigitação, 1956.
- Ricardo Pais, actor e encenador.
- Tozé Brito
- Catarina Mourão
- Patrícia Sequeira
- Charles David Ley
- Rui Cinatti

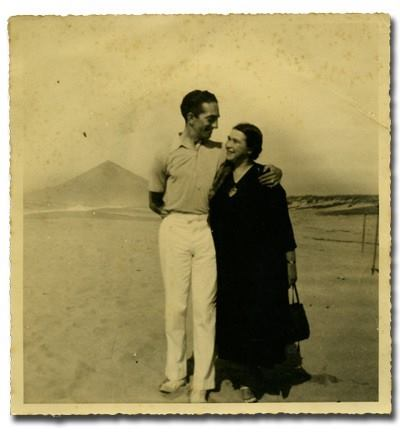
Sarah Affonso e Almada Negreiros em Moledo

#### Políticos
- Bernardino Machado[10], terceiro e o oitavo presidente eleito da República Portuguesa.
- Jorge Miranda. Professor universitário e constitucionalista.
- Durão Barroso
- Mariano Gago

## Personalidades

### Artistas
- António Pedro. Actor, encenador, escritor, poeta, jornalista, pintor, artista plástico, antiquário e coleccionador de arte português.

### Atletas
- Ângela Fernandes, pluricampeã nacional de Stand Up Paddle